# Gotthold Pannwitz

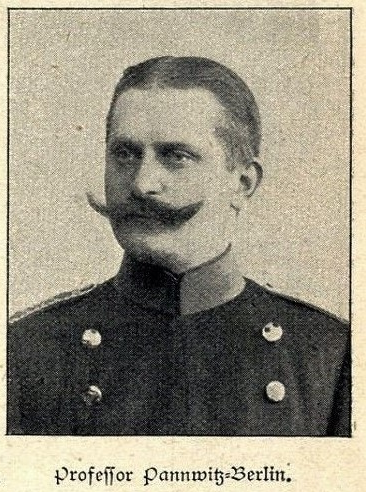
Gotthold Pannwitz 1902.

Gotthold Theodor Pannwitz (* 16. Mai 1861 in Kirchhain; † 29. November 1926 in Lychen) war ein deutscher Mediziner und Gründer des Deutschen Zentralkomitees zur Errichtung von Heilstätten für Lungenkranke.

## Leben und Werk
Pannwitz besuchte das Gymnasium in Prenzlau und das Joachimsthalsche Gymnasium in Berlin. Ab 1880 studierte er dort als Zögling an der militärärztlichen Bildungsanstalt der Charité. Er promovierte mit einer Arbeit über die chirurgische Behandlung von Geschwüren und wurde nach Ablegung der Staatsprüfung Assistenzarzt und später Oberarzt im Sanitätskorps in Straßburg und schließlich 1890 Stabsarzt in Kehl. Während der Choleraepidemie von 1893 bis 1894 war er im Stromüberwachungsdienst im Rheingebiet tätig. 1895 kehrte er nach Berlin zurück und arbeitete am Kaiserlichen Gesundheitsamt. Von nun an widmete er sich der Bekämpfung der Volkskrankheit Tuberkulose. Er gründete das Deutsche Zentralkomitee zur Errichtung von Heilstätten für Lungenkranke, später umbenannt in Deutsches Zentralkomitee zur Bekämpfung der Tuberkulose, und wurde dessen Generalsekretär. 1899 organisierte er den Internationalen Tuberkulosekongress, 1902 die Internationale Tuberkulosekonferenz in Berlin, auf dem die Internationale Vereinigung gegen Tuberkulose gegründet wurde. Bereits 1900 war er zum Oberstabsarzt befördert worden. Zwei Jahre später nahm er seinen Abschied vom militärischen Sanitätsdienst und wurde zum Professor ernannt.
1903 errichtete Pannwitz in Lychen die Heilanstalten Hohenlychen als Volksheilstätten des Roten Kreuzes. Er vertrat dabei ein ganzheitliches Konzept – im Sanatorium sollte nicht nur die Heilung von der Tuberkulose erfolgen, sondern auch die Vorbereitung auf ein Leben nach der Krankheit. Deshalb gab es auf dem weitläufigen Gelände auch eine Gartenbauschule, eine Haushaltsschule und eine Badeanstalt. Für Lychen bedeutete der Bau der Anstalt die Erhebung zum Luftkurort und wirtschaftlichen Aufschwung.

Heilanstalten Hohenlychen
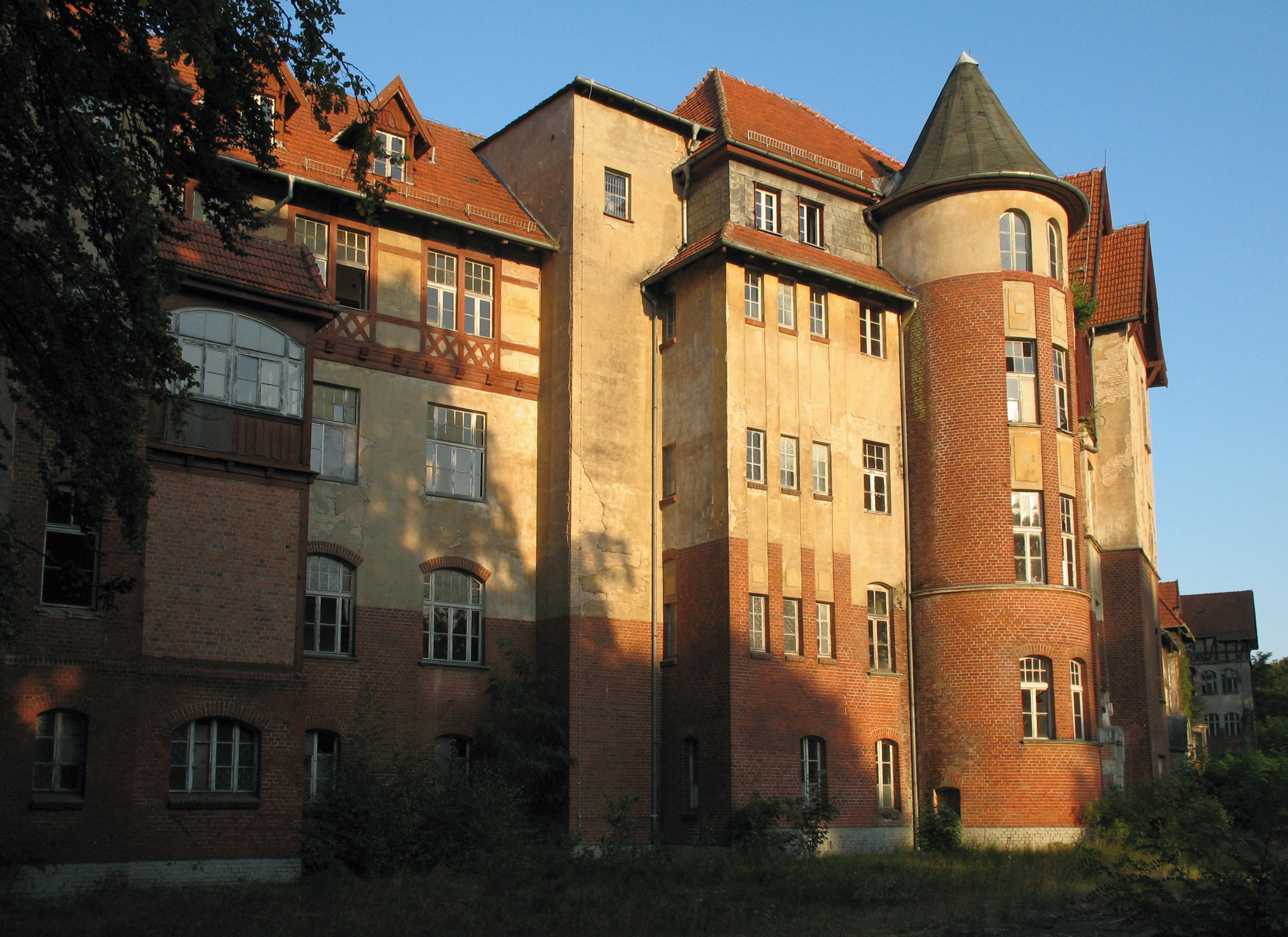
Kaiserin-Auguste-Viktoria-Sanatorium
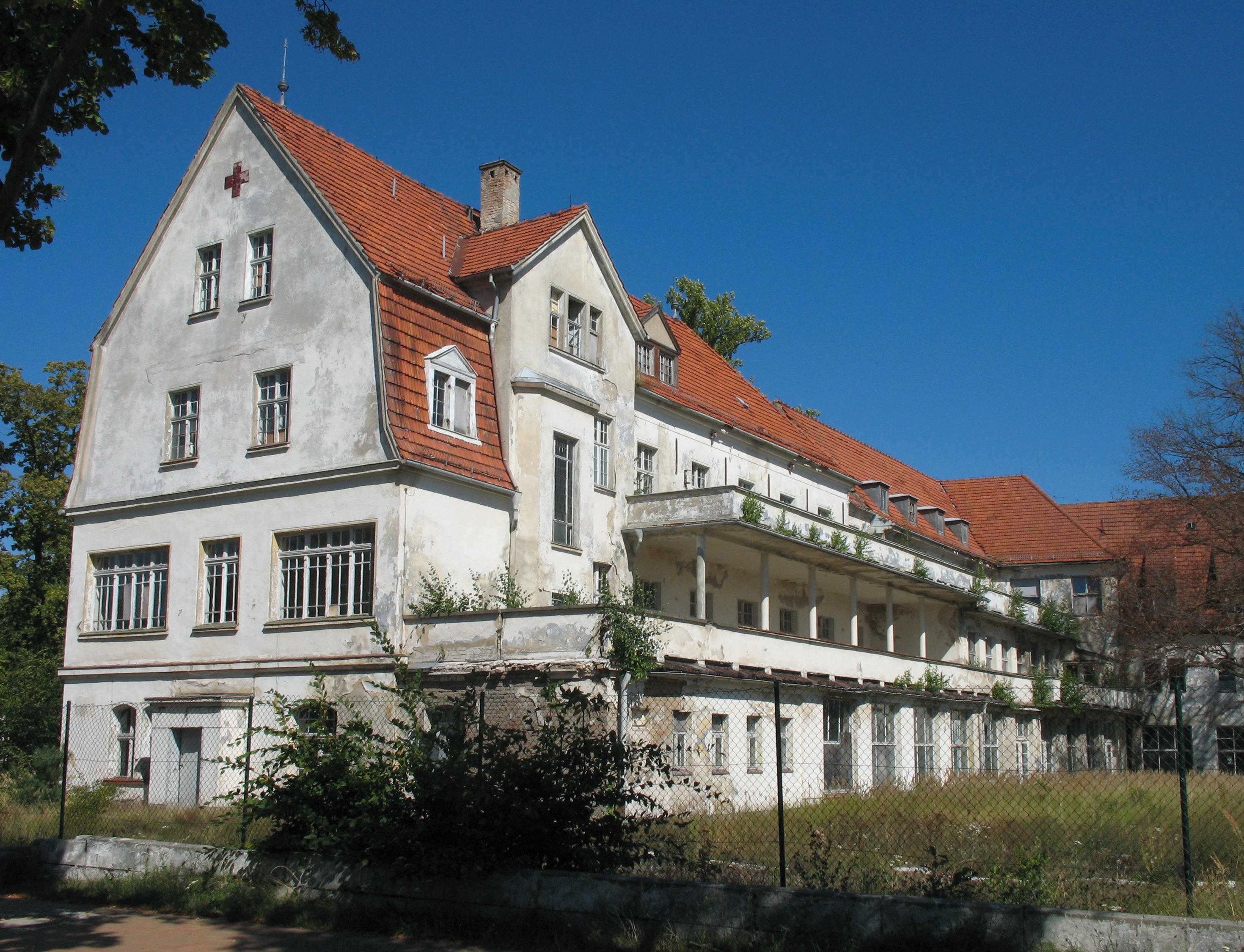
Abt. 11b
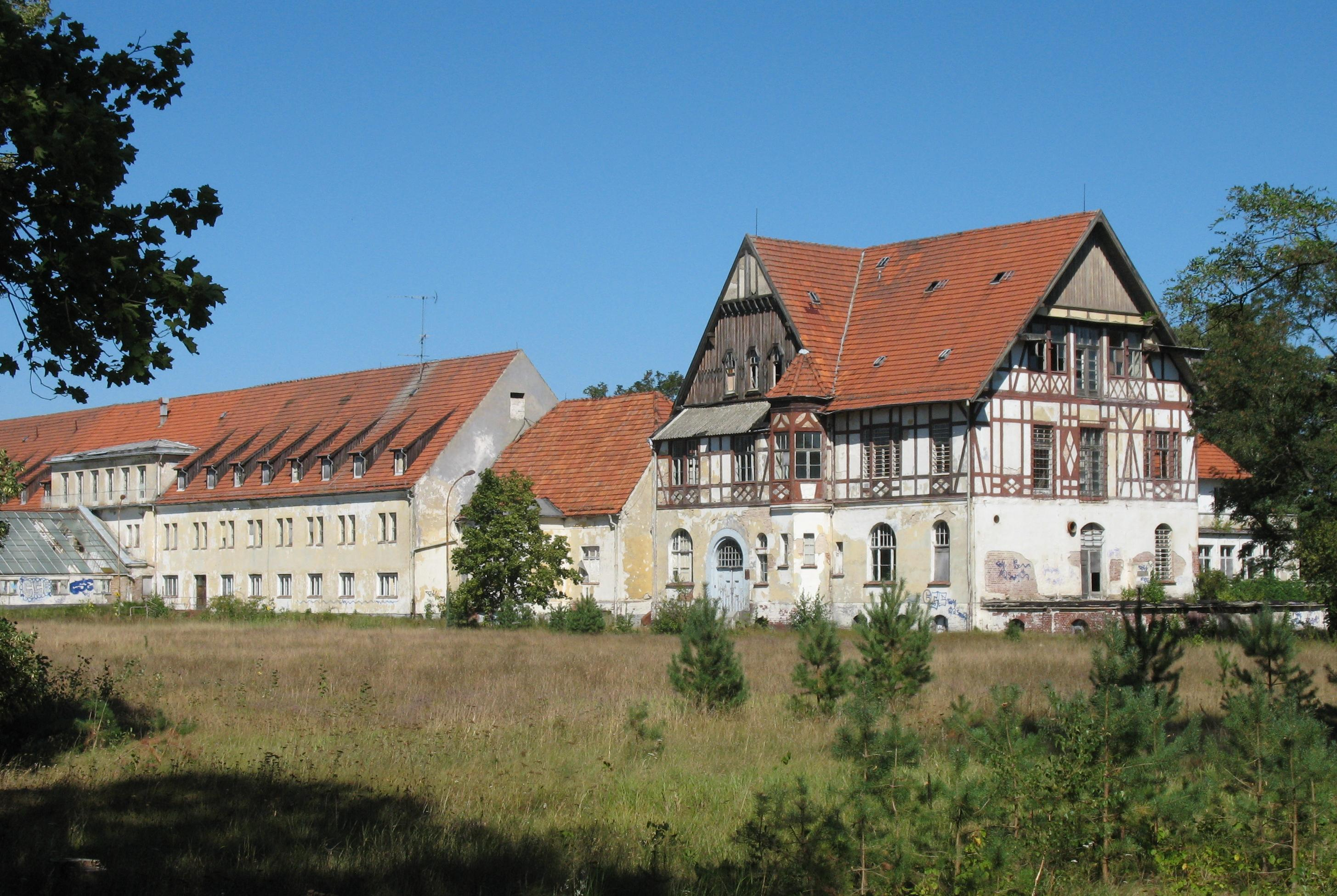
Cecilienheim
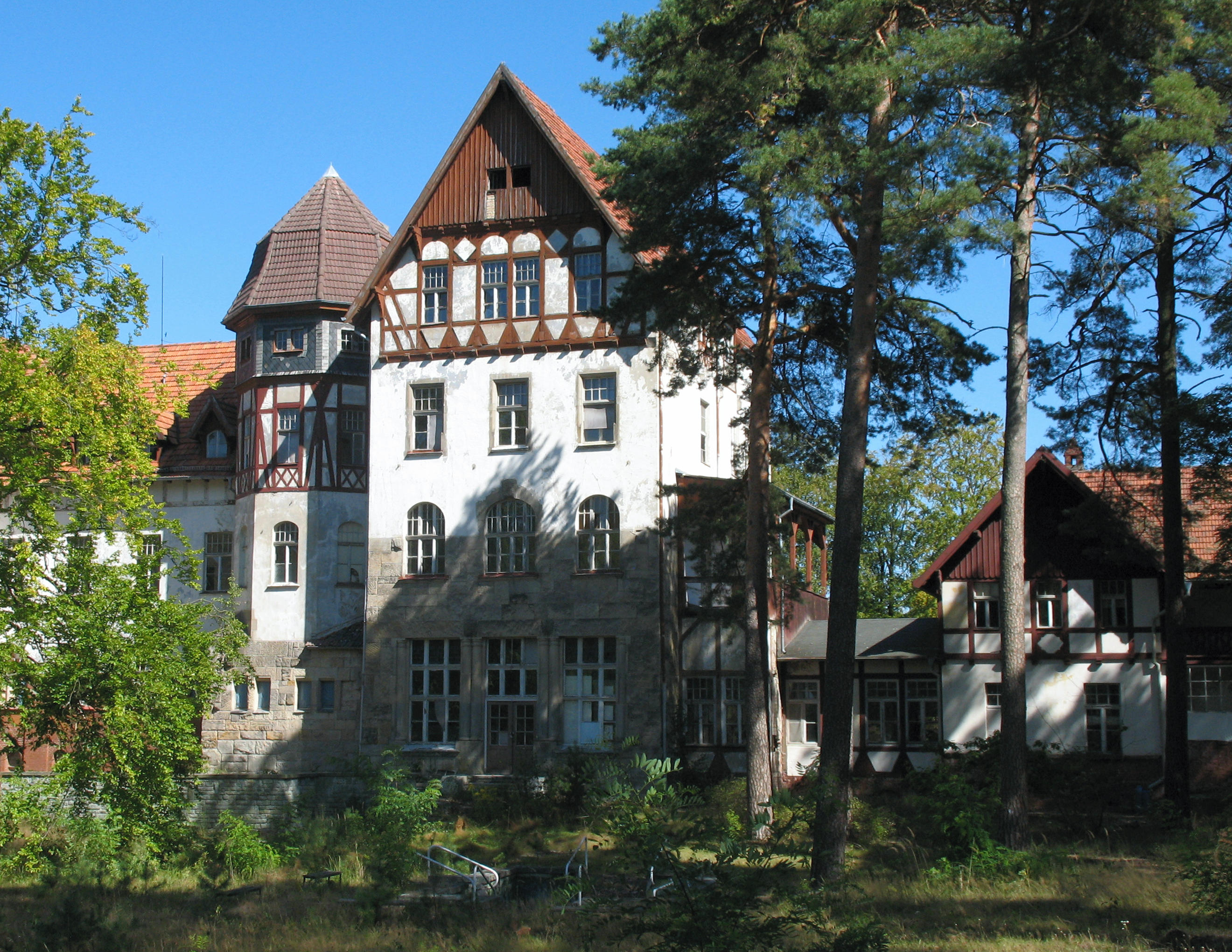
Abt. VII
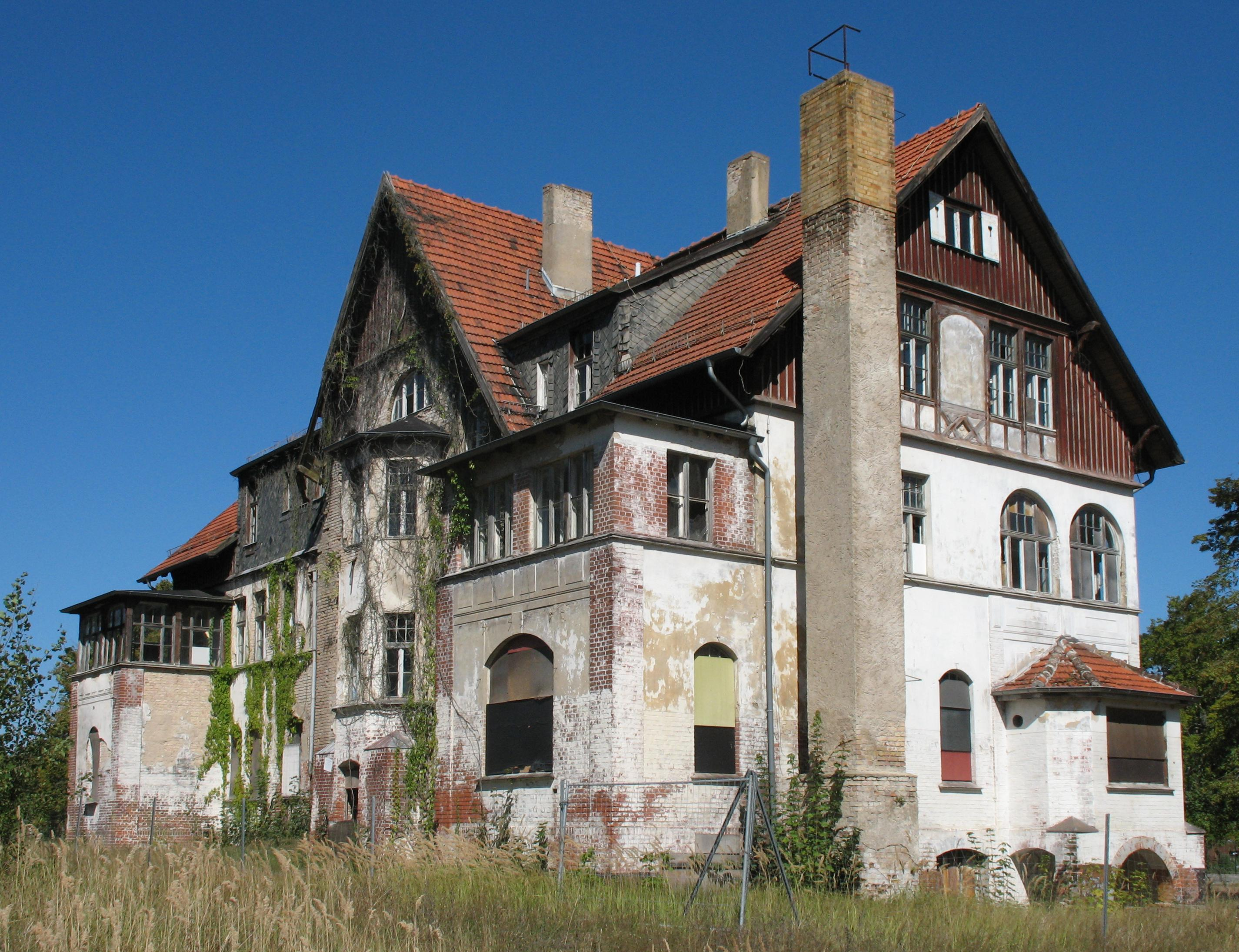
Verwaltungsgebäude

Im Frühjahr 1910 leitete Pannwitz eine von der internationalen Tuberkulosekonferenz organisierte Expedition nach Teneriffa. Es sollte die Wirkung der Höhe und der Sonnenstrahlung auf den menschlichen Organismus in einem milderen Klima als dem der Alpen untersucht werden. Pannwitz hatte eine internationale Mannschaft aus renommierten Physiologen zusammengestellt. Neben Nathan Zuntz und Carl Neuberg aus Berlin nahmen Hermann von Schrötter und Arnold Durig aus Wien sowie Joseph Barcroft aus Cambridge und Claude Gordon Douglas (1882–1963) aus Oxford teil. Der Gruppe schloss sich auch der Astronom Jean Mascart an, der von der Montaña Guajara aus den Halleyschen Kometen beobachtete.
Während des Ersten Weltkrieges war Pannwitz in Brüssel Gouvernementsarzt, Herausgeber der offiziellen Zeitschrift des Belgischen Roten Kreuzes, Vorsitzender der Brüsseler Militärärztlichen Gesellschaft und Leiter der Zentrale für soziale Fürsorge. Nach dem Ersten Weltkrieg kandidierte er auf der Liste des Bauernbundes bei der Wahl zur Verfassunggebenden Versammlung von Mecklenburg-Strelitz. Die Liste bekam jedoch zu wenig Stimmen, um ein Mandat zu erringen. 1919 zog er aber in den ersten ordentlichen Landtag von Mecklenburg-Strelitz ein. Bis März 1920 war er Fraktionsvorsitzender der bürgerlichen Wirtschaftlichen Vereinigung. Dann verlor er den Rückhalt in seiner Fraktion und trat aus ihr aus.

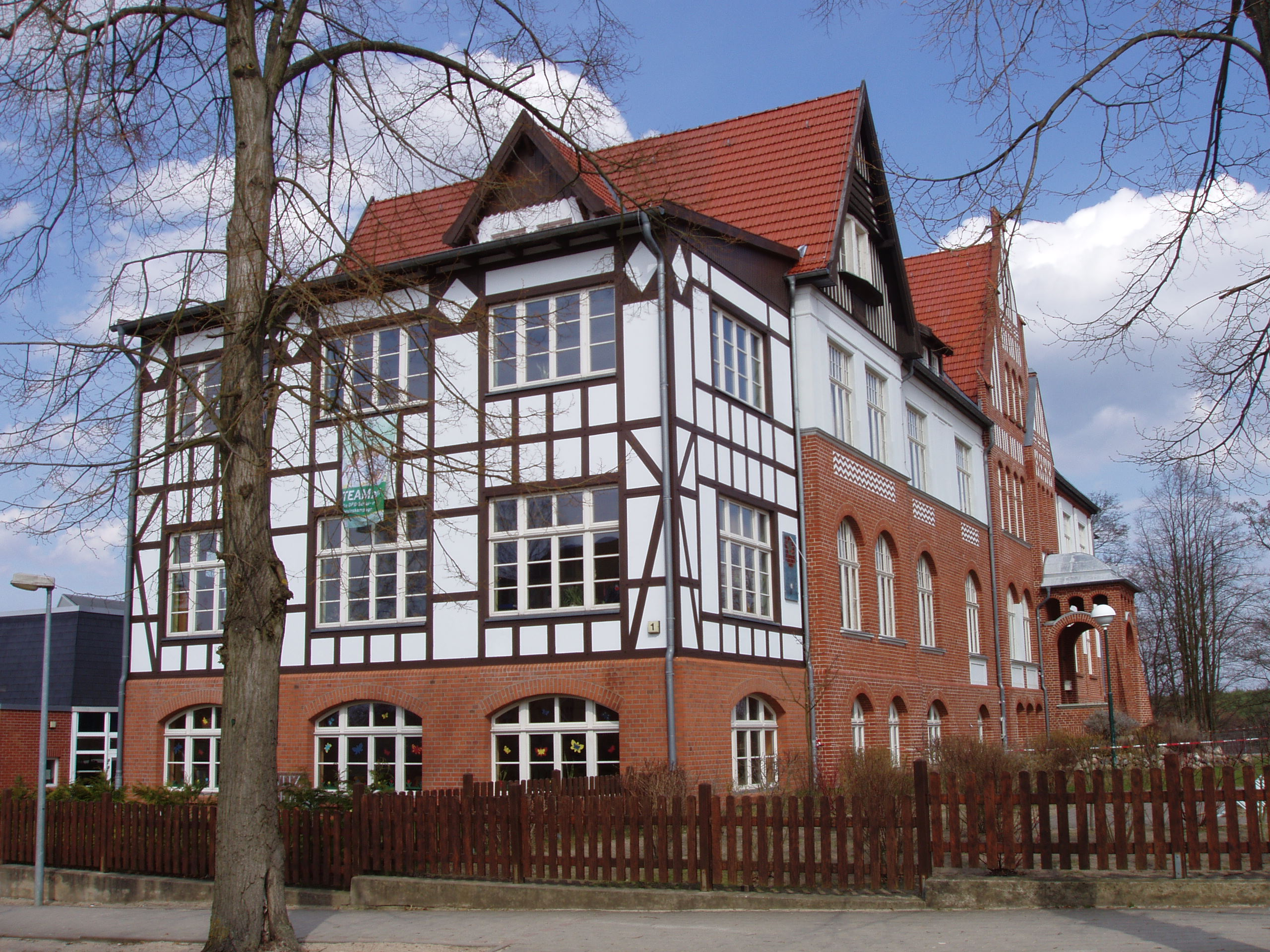
Pannwitz-Grundschule in Lychen

## Ehrungen
Die Stadt Lychen ernannte Pannwitz zu ihrem Ehrenbürger. Im Ortsteil Hohenlychen sind eine Straße und die Grundschule nach ihm benannt.

## Schriften (Auswahl)
- Die planmäßige Kriegsvorbereitung der Vereine vom Roten Kreuz: Anleitung zur Aufstellung des Mobilmachungsplanes, Heitz, Straßburg 1892
- Der Nährwert des Soldatenbrots, Berlin 1898
- Die Fürsorge für die Familien der Erkrankten und die aus Heilstätten Entlassenen, In: Gotthold Pannwitz (Hrsg.): Bericht über den Kongress zur Bekämpfung der Tuberkulose als Volkskrankheit, Berlin 24.–27. Mai 1899, S. 520–525
- Deutsche Industrie und Technik bei Einrichtung und Betrieb von Sanatorien und Krankenhäusern, Verlag „Das Rothe Kreuz“, Berlin 1899
- mit Paul Jacob: Entstehung und Bekämpfung der Lungentuberkulose, 2 Bände, Verlag G. Thieme, Leipzig 1901 und 1902
- Ein Jahrzehnt Internationaler Tuberkulose-Arbeit, 1913
- Die ländliche Heimstätte, Volksheilstätten-Verlag, Hohen-Lychen 1918